# Stare Marzy
Stare Marzy (IPA: [ˈmar.zy]) – wieś w Polsce położona w województwie kujawsko-pomorskim, w powiecie świeckim, w gminie Dragacz.
W latach 1975–1998 miejscowość administracyjnie należała do województwa bydgoskiego. Według Narodowego Spisu Powszechnego (III 2011 r.) liczyła 188 mieszkańców. Jest jedenastą co do wielkości miejscowością gminy Dragacz.

## Mennonici
Około 1640 roku w miejscowości osiedlili się mennonici. Mieli oni za zadanie zagospodarować obszary w dolinie Wisły, która dotąd często była zalewana przez rzekę. Osiedlali się oni na tych ziemiach na prawie holenderskim. Oznacza to, że mogli oni czerpać zyski z tytułu dzierżawy, ale bez prawa do własności ziemi i bez możliwości nabycia jej przez zasiedzenie.

## Pomniki przyrody
Przy drodze leśnej znajduje się pomnik przyrody w formie głazu narzutowego o obwodzie 580 cm.